# Ectropis distinctaria
Ectropis distinctaria är en fjärilsart som beskrevs av De Joannis 1915. Ectropis distinctaria ingår i släktet Ectropis och familjen mätare. Inga underarter finns listade i Catalogue of Life.